# 何梅
何梅（1970年—），广东信宜人，汉族，中华人民共和国政治人物、第十一届全国人民代表大会广东地区代表。
毕业于广东医学院临床医学专业。担任广东省阳春市妇幼保健院院长。2008年起担任全国人大代表。
2021年在任阳春市人民政府副市长期间，因涉嫌贪污受贿，被开除公职，并移送司法机关处理。